# Jörgen Lind
Jörgen Lind (Umeå, 1966) is een Zweeds schrijver, die tegenwoordig in Göteborg woont.